# Месарош, Дьёрдь
Дьёрдь Месарош (венг. György Mészáros; 30 апреля 1933, Будапешт — 14 сентября 2015) — венгерский гребец-байдарочник, выступал за сборную Венгрии в середине 1950-х — начале 1970-х годов. Дважды серебряный призёр летних Олимпийских игр в Риме, чемпион мира, двукратный чемпион Европы, победитель многих регат национального и международного значения.

## Биография
Родился 30 апреля 1933 года в Будапеште. Активно заниматься греблей начал в возрасте шестнадцати лет, проходил подготовку в столичном спортивном клубе «Ференцвароши».
Первого серьёзного успеха на взрослом международном уровне добился в 1954 году, когда попал в основной состав венгерской национальной сборной и побывал на чемпионате мира во французском Маконе, откуда привёз награды золотого и бронзового достоинства, выигранные в зачёте двухместных байдарок на дистанции 1000 метров и в зачёте четырёхместных байдарок на дистанции 10000 метров соответственно.
В 1957 году выступил на чемпионате Европы в бельгийском Генте, где стал бронзовым призёром в программе эстафеты 4 × 500 м. Год спустя на мировом первенстве в Праге получил серебряные медали в эстафете и в четвёрках на тысяче метрах. Ещё через год на европейском первенстве в немецком Дуйсбурге четырежды поднимался на пьедестал почёта: одержал победу в километровой и полукилометровой гонках двоек, взял «бронзу» в одиночках на пятистах метрах и «серебро» в эстафете.
Благодаря череде удачных выступлений Месарош удостоился права защищать честь страны на летних Олимпийских играх 1960 года в Риме, завоевав там серебряные медали среди двухместных экипажей на тысяче метрах в паре Андрашем Сенте и в эстафете вместе с такими гребцами как Имре Кемечеи, Андраш Сенте и Имре Сёллёши).
На чемпионате Европы 1961 года четырежды попал в число призёров, в том числе стал серебряным призёром в эстафете и в километровой программе двоек, бронзовым призёром в полукилометровых заездах двоек и в четвёрках на тысяче метрах. Будучи одним из лидеров гребной команды Венгрии, благополучно прошёл квалификацию на Олимпийские игры 1964 года в Токио — стартовал на дистанции 1000 метров среди двоек и среди четвёрок, однако на сей раз до призовых позиций не добрался, показав в решающих заездах пятый и четвёртый результаты.
После токийской Олимпиады Месарош остался в основном составе венгерской национальной сборной и продолжил принимать участие в крупнейших международных регатах. Так, в 1965 году он отправился представлять страну на чемпионате Европы в Бухаресте, где получил «бронзу» в эстафете и в двойках на пятистах метрах. Последний раз показал сколько-нибудь значимый результат на международной арене в сезоне 1971 года, когда выступил на чемпионате мира в Белграде и завоевал серебряную медаль в зачёте четырёхместных байдарок на дистанции 10000 метров. Вскоре по окончании этих соревнований принял решение завершить карьеру профессионального спортсмена, уступив место в сборной молодым венгерским гребцам.
Скончался 14 сентября 2015 года в возрасте 82 лет.